# Georges Champetier
Pour les articles homonymes, voir Champetier.
Georges Champetier, né le 3 février 1905 à Paris où il est mort le 18 février 1980, est un chimiste français.

## Biographie
Il fut directeur de l'École supérieure de physique et de chimie industrielles de la ville de Paris de 1969 à 1975 et directeur général adjoint du CNRS.
Élève de l'École supérieure de physique et de chimie industrielles de la ville de Paris (41e promotion), il étudie ensuite la chimie des polyacétylènes sous la direction d’André Job. En 1928 il devient assistant de Georges Urbain et s’intéresse à la structure et aux réactions de la cellulose, polymère naturel. Par ses recherches, Georges Champetier apporte des arguments nouveaux en faveur de la théorie macromoléculaire des polymères due au chimiste allemand Hermann Staudinger (Prix Nobel de chimie 1953). Il étudie ainsi par diffraction des rayons X la structure de différentes celluloses, de leurs composés d’addition et de plusieurs protéines fibreuses, telles la kératine et l’élastoïdine.
Le rôle de Georges Champetier a été capital pour le développement en France des recherches de chimie macromoléculaire, aussi bien fondamentales qu'industrielles.
Georges Champetier a été directeur général adjoint du CNRS de 1951 à 1956, président de la Société française de chimie en 1963, secrétaire général de l'association Aide à la Recherche Scientifique, président de l'Institut Pasteur de 1966 à 1970 et directeur de l'École supérieure de physique et de chimie industrielles de la ville de Paris de 1969 à 1975. Il est élu à l'Académie des Sciences en 1960. Georges Champetier est commandeur de la Légion d'honneur (1965). En 1970 il a fondé, avec le physicien des polymères strasbourgeois André Kovacs, le Groupe français d'études et d'applications des polymères (GFP) dont il fut le premier président.

## Publications
- Introduction à la chimie macromoléculaire, avec Lucien Monnerie, 738 pages, Paris, Masson et Cie, 1969.
- La chimie générale, 136 pages, Paris, Presses universitaires de France, 1963.
- Chimie macromoléculaire, 215 pages, Paris, A. Colin, 1957.
- Combinaisons d'addition de la cellulose, thèse de sciences physiques de la Faculté des sciences de Paris, 97 pages, Masson, Librairie de l'Académie de médecine, 1933.
- Constitution et propriétés mécaniques des hauts polymères, 20 pages, Paris, J. et R. Sennac, 1948.
- Dérivés cellulosiques, préface de Jacques Duclaux, 275 pages, Paris, Dunod, 1947.
- Deutérium et composés de deutérium, préface de Harold Clayton Urey, 1 volume de 80 pages, Paris, Hermann, 1937.
- Les éléments de la chimie, 598 pages, Paris, A. Michel, 1943.
- L'évolution de la chimie des molécules géantes, 28 pages, Paris, Éditions du Palais de la découverte, 1960.
- Les fibres textiles, naturelles, artificielles et synthétiques, 222 pages, Paris, A. Colin, 1959.
- Funérailles de Paul Pascal, 4 pages, Paris, Académie des sciences, 1968.
- Georges Urbain par Georges Champetier, 8 pages, Paris, Association amicale des anciens élèves de Lavoisier, 1939.
- La grande industrie chimique minérale, 128 pages, Paris, Presses universitaires de France, 1967
- La grande industrie chimique organique, 128 pages, "Que sais-je?" numéro 436, Paris, Presses universitaires de France, 1969.
- Les grandes synthèses organiques au départ du C2H2, C2H4, CO et CH4, 114 pages, Les Cours de Sorbonne, Paris, Tournier et Constans, 1953.
- L'industrie chimique organique dérivée des combustibles, 157 pages, Les Cours de Sorbonne, Paris, Tournier et Constans, 1953.
- Jean-Paul Sisley (1902-1958), 32 pages, Caen, Ozanne, 1960.
- Les macropolymères et leurs applications, 227 pages, Les Cours de Sorbonne, Certificat de chimie appliquée, Paris, Centre de documentation universitaire, 1960.
- Les molécules géantes et leurs applications, 459 pages, Paris, A. Michel, 1948.
- Notice nécrologique sur Henri Moureu (1899-1978), Académie des sciences, 5 pages, Paris, Institut de France, 1978.
- Notice sur la vie et l'œuvre scientifique de Paul Lebeau, 24 pages, Paris, Institut de France, 1961.
- Notice sur les titres et travaux scientifiques de Georges Champetier, 31 pages, Paris, Hermann, 1937.
- La recherche chimique en France de 1940 à 1945, avec Léon Velluz, 47 pages, Paris, Masson, 1946.
- La structure de la cellulose dans ses rapports avec la constitution des sucres, 27 pages, Paris, Hermann, 1933.
- Structure des protéines fibreuses et globulaires, 17 pages, Paris, Maison de la Chimie, Presses documentaires, 1943.
- Structure et propriétés mécaniques des textiles naturels, artificiels et synthétiques, 21 pages, Paris, Presses documentaires, 1954.
- Titres et travaux scientifiques de Georges Champetier, 55 pages, Paris, Société d'enseignement supérieur, 1960.
- Traité élémentaire de chimie, avec Louis Joseph Troost et Edouard Péchard, 1063 pages, Paris, Masson, 1948.
- Les hauts polymères et leurs applications: textiles artificiels, matières plastiques et caoutchoucs synthétiques, 32 pages, Alençon, Imprimerie alençonnaise, 1948.
- Les polyamides et le nylon, 24 pages, Alençon, Poulet-Malassis , 1949.